# La quinta calumnia
La quinta calumnia es una película de Argentina en blanco y negro dirigida por Adelqui Migliar según el guion de Héctor Canziani y Belisario García Villar que se estrenó el 22 de enero de 1941 y que tuvo como protagonistas a Chela Cordero, Alí Salem de Baraja, Alberto Anchart y Carmen Heredia.
Fue la segunda y última película de Alí Salem de Baraja.

## Sinopsis
Un comerciante al borde de la bancarrota trata de salvar la situación contratando a un turco.

## Reparto
- Alberto Anchart
- Alí Salem de Baraja
- Mario Baroffio
- Vicente Climent
- Héctor Coire
- Chela Cordero
- Nelo Cosimi
- Néstor Deval
- César Fiaschi
- Rafael Frontaura
- Mercedes Gisper
- Carmen Heredia
- Toti Muñoz
- Eduardo Primo
- Alberto Terrones
- Esther Vani
- Tita Vidal
- Froilán Varela

## Comentarios
El crítico Roland opinó: "Se resiente por la flojedad interpretativa...es un relato desordenado...Adelqui Millar hace ágil la acción" y Calki escribió: "Adelqui Millar no logra dar vivacidad a la acción".